# Џек Брабам
Сер Џон Артур „Џек“ Брабам (енгл. Sir John Arthur "Jack" Brabham; 2. април 1926 — 17. мај 2014) био је аустралијски спортски аутомобилиста и троструки шампион формуле 1 (1959, 1960. и 1966. године).